# Ronnie Hellström
Ronnie Carl Hellström (ur. 21 lutego 1949 w Malmö, zm. 6 lutego 2022) – szwedzki piłkarz występujący na pozycji bramkarza.

## Kariera klubowa
Hellström zawodową karierę rozpoczynał w 1966 w klubie Hammarby IF. W 1971 został wybrany Szwedzkim Piłkarzem Roku. W ciągu 9 sezonów w barwach Hammarby rozegrał 169 ligowych spotkań. W 1974 odszedł do niemieckiego 1. FC Kaiserslautern. W Bundeslidze zadebiutował 24 sierpnia 1974 w przegranym 1:2 meczu z FC Schalke 04. W 1976 dotarł z klubem do finału Pucharu RFN, gdzie Kaiserslautern przegrało 0:2 z Hamburgerem SV. W 1978 Hellström po raz drugi został wybrany Szwedzkim Piłkarzem Roku. W 1979 oraz 1980 zajmował z klubem 3. miejsce w lidze. W 1981 wystąpił z zespołem w finale Pucharu RFN. Kaiserslautern uległo tam Eintrachtowi Frankfurt 1:3. W 1984 zakończył karierę. W 1988 zagrał w jednym meczu zespołu GIF Sundsvall, a w 1990 raz wystąpił w Väsby IK.

## Kariera reprezentacyjna
W reprezentacji Szwecji Hellström zadebiutował 1 sierpnia 1968 w zremisowanym 2:2 towarzyskim meczu ze Związkiem Radzieckim. W 1970 został powołany do kadry na Mistrzostwa Świata. Wystąpił na nich tylko w meczu z Włochami (0:1). Tamten turniej Szwecja zakończyła na fazie grupowej. W 1974 ponownie był uczestnikiem Mistrzostw Świata. Tym razem zagrał tam we wszystkich sześciu spotkaniach swojej drużyny – z Bułgarią (0:0), Holandią (0:0), Urugwajem (3:0), Polską (0:1), RFN (2:4) oraz Jugosławią (2:1). Ostatecznie tamten mundial Szwedzi zakończyli na drugiej rundzie. W 1978 Hellström po raz trzeci wystąpił na Mistrzostwach Świata. Zagrał na nich w meczach z Brazylią (1:1), Austrią (0:1), a także z Hiszpanią (0:1). Z tamtego turnieju Szwedzi odpadli po fazie grupowej. W latach 1968–1980 w drużynie narodowej rozegrał w sumie 77 spotkań.